# Yamanouchi Tamon

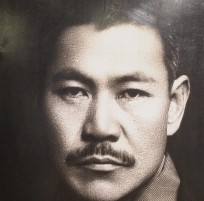
Yamanouchi Tamon

Yamanouchi Tamon (japanisch 山内 多門; geboren 29. April 1878 in Miyakonojō (Präfektur Miyazaki); gestorben 30. Mai 1932) war ein japanischer Maler der Nihonga-Richtung.

## Leben und Werk
Yamanouchi Tamon beschloss mit 16 Jahren Maler zu werden. Sein erster Lehrer war Nakahara Nankei (中原 南渓; 1833–1897), der als letzter Vertreter der Kanō-Schule angesehen wird und der ihm entsprechende Grundlagen vermittelte. Um sich weiter zu bilden, ging Yamanouchi nach Tokio und wurde Schüler von Kawai Gyokudō, der Malerei auf der Grundlage der Maruyama-Shijō-Schule lehrte. Er studierte aber auch weiterhin die Malerei der Kanō-Schule, und zwar die in modernisierter Form unter Hashimoto Gahō.
Yamanouchi war zum ersten Mal auf der 8. Ausstellung der „Nihon Bijutsu kyōkai“ (日本美術協会) zugleich auf der 3. Ausstellung der „Nihon Bijutsu kyōkai Rengo Kaiga kyōshin-kai“ (日本美術協会連合絵画共進会) zu sehen, und zwar mit seinem Bild „Sanko sōro“ (三顧草盧) – etwa „Drei Bitten vor der Grashütte“, mit einem historischen Thema.
Auf der 1. Ausstellung der von den Schülern Hashimotos gegründeten „Futaba-kai“ (二葉会) gewann Yamanouchi den 1. Preis mit dem Bild „Kareno no Ō“ (枯野之王), „Köning vom Brachland“. Er stellte auch auf der „Inländischen Ausstellung zur Förderung der Wirtschaft“ aus und war eine zentrale Figur in der damaligen Kunstszene. Ihm war es gelungen, die traditionelle Malerei der Kanō-Schule über Hashimoto hinausgehend zu erneuern.
Yamanouchi wirkte als Kommissionsmitglied der „Teiten“. Er gehörte zu den Malern, die ausgewählt wurden, ein Bild für die Meiji-Gedächtnisgalerie in Tokio zu gestalten. Sein Werk hat den Titel „Kaiser Meiji besucht 1872 Kagoshima“ (明治五年明治天皇鹿児島御入城の図, Meiji gonen Meiji tennō Kagoshima o-nyūjō mo zu). 1931 war er auf der „Ausstellung japanische Malerei“ in Berlin zu sehen.
Weitere Werke Yamanouchis sind „Nikkō-san no Shiki“  (日光山の四季) – „Die Berge von Nikkō in den vier Jahreszeiten“, „Kongō Godai“ (金剛五題) – „Fünf Aspekte des Kongō“

## Bilder

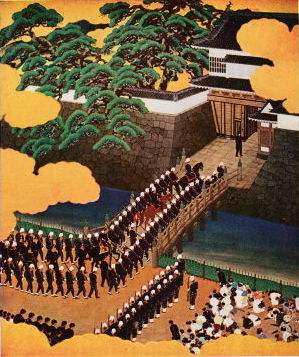
Der Kaiser in Kagoshima
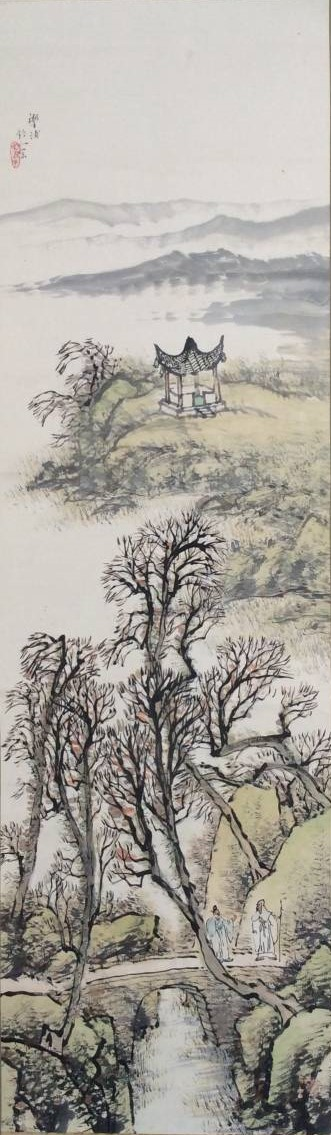
Landschaft
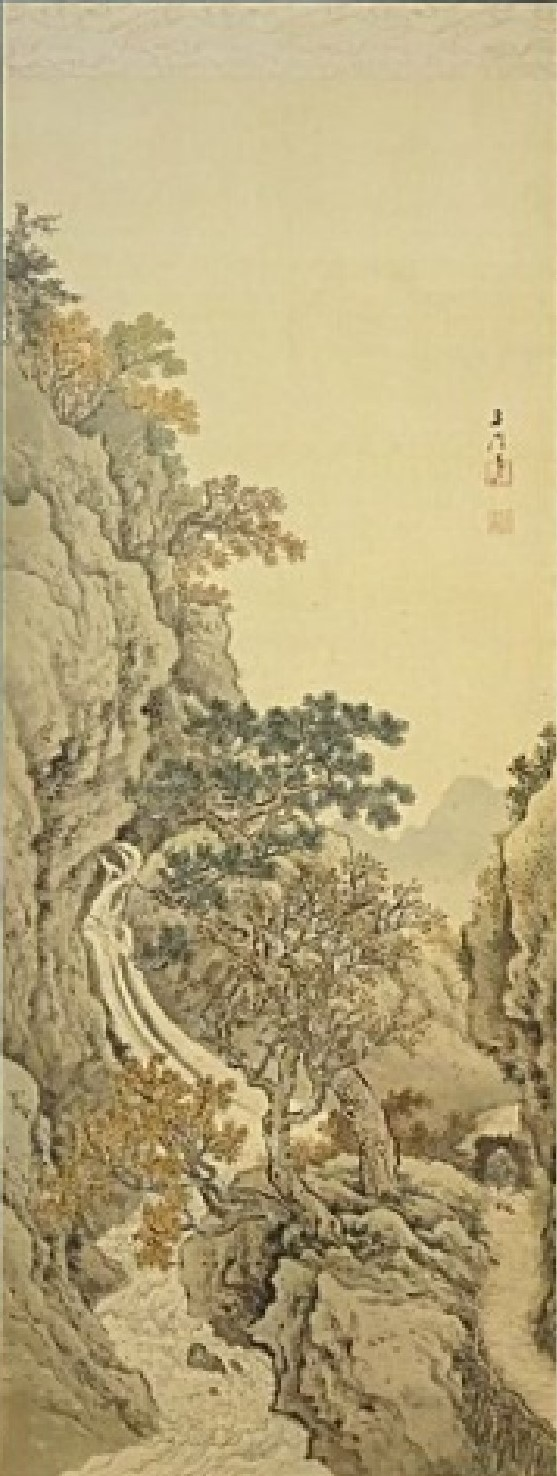
Herbstlandschaft
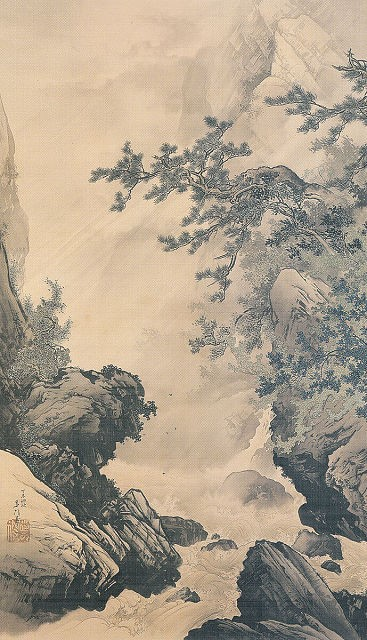
Abendregen
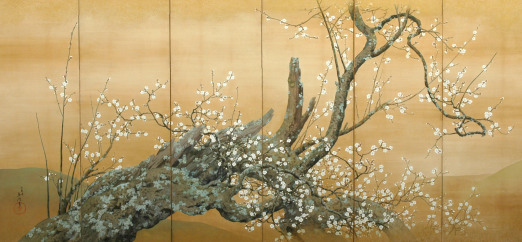
Stellschirm

## Die Kongō Godai
Die Fünfer-Serie „Kongō Godai“ (金剛五題) besteht aus Bildern der Kongō-Bergwelt (金剛山地) An der südlichen Grenze zwischen der Nara- und Osaka-Präfektur.

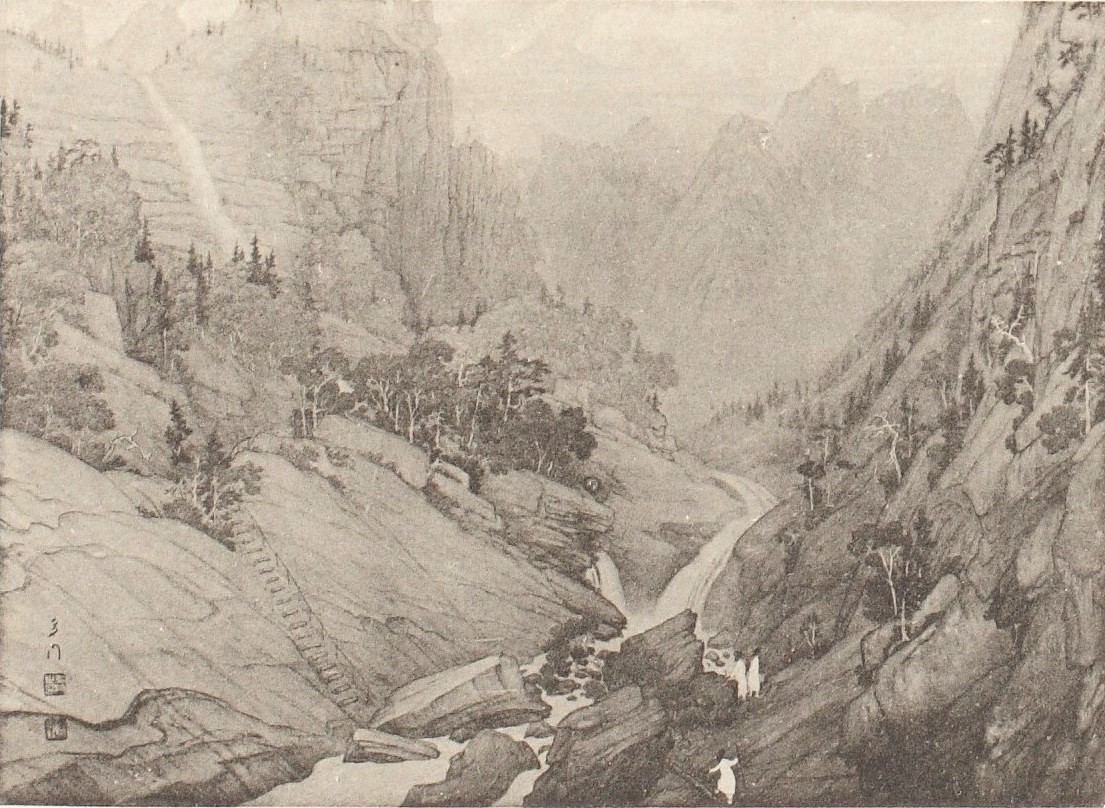
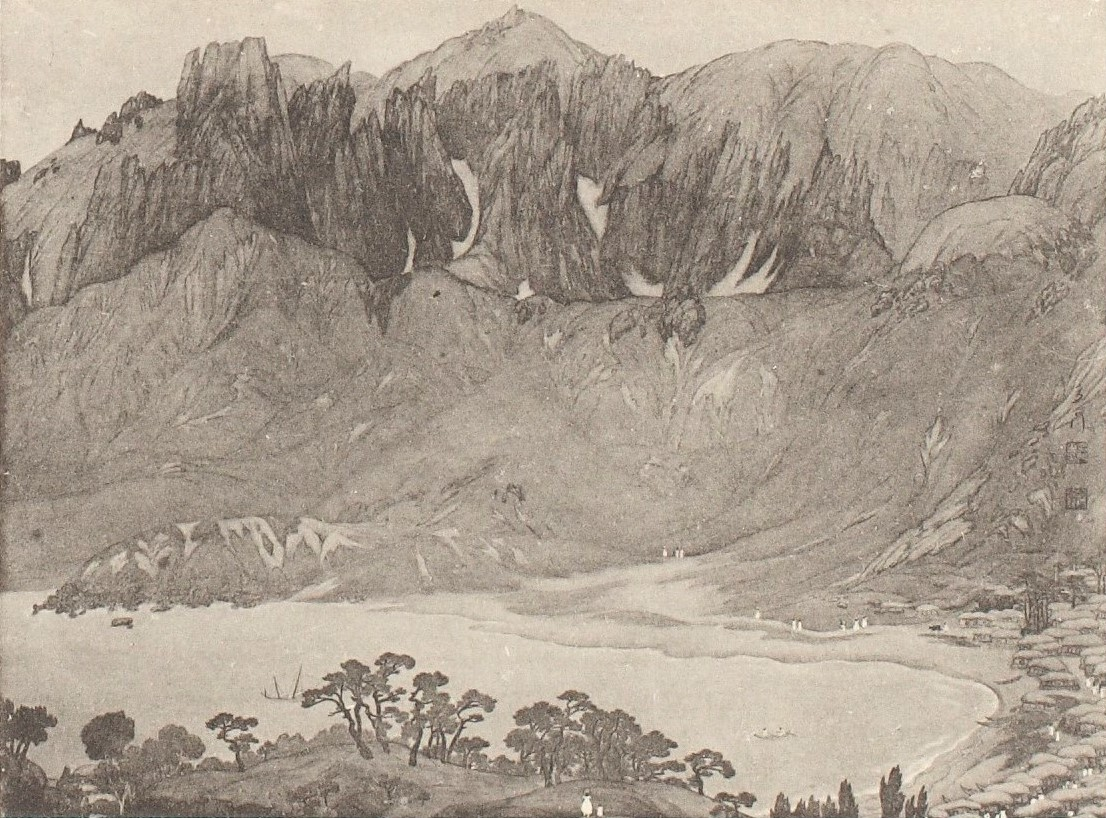
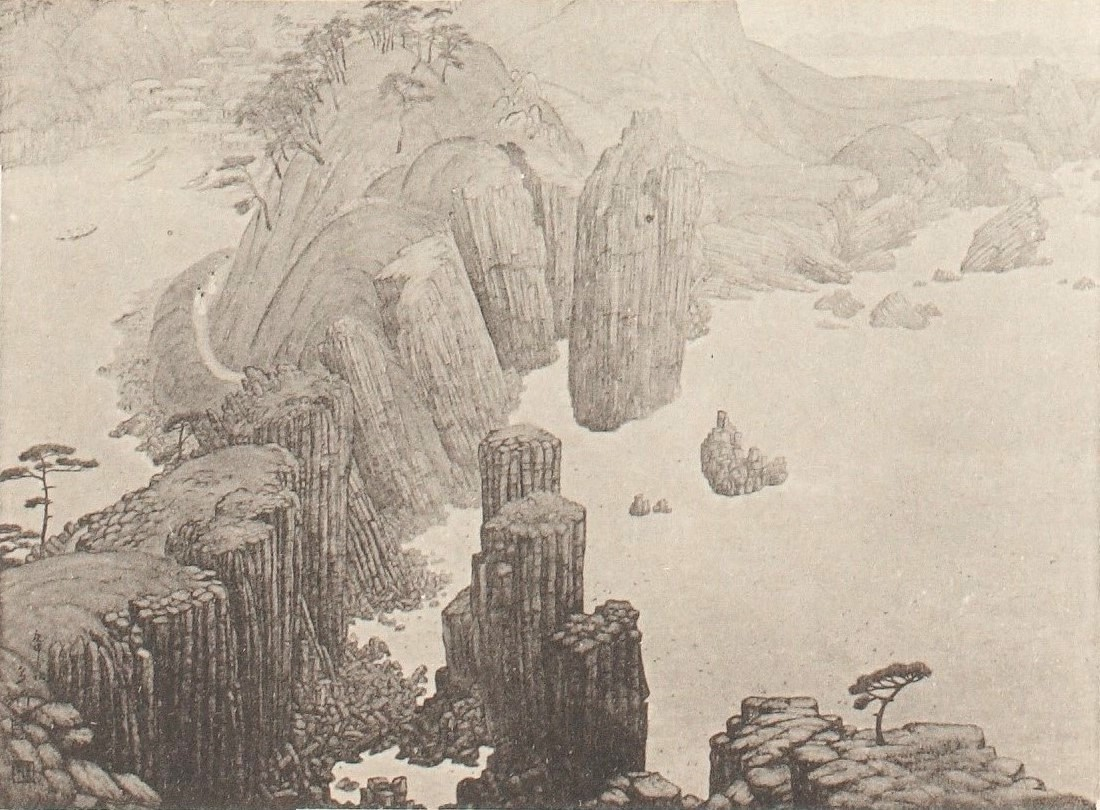
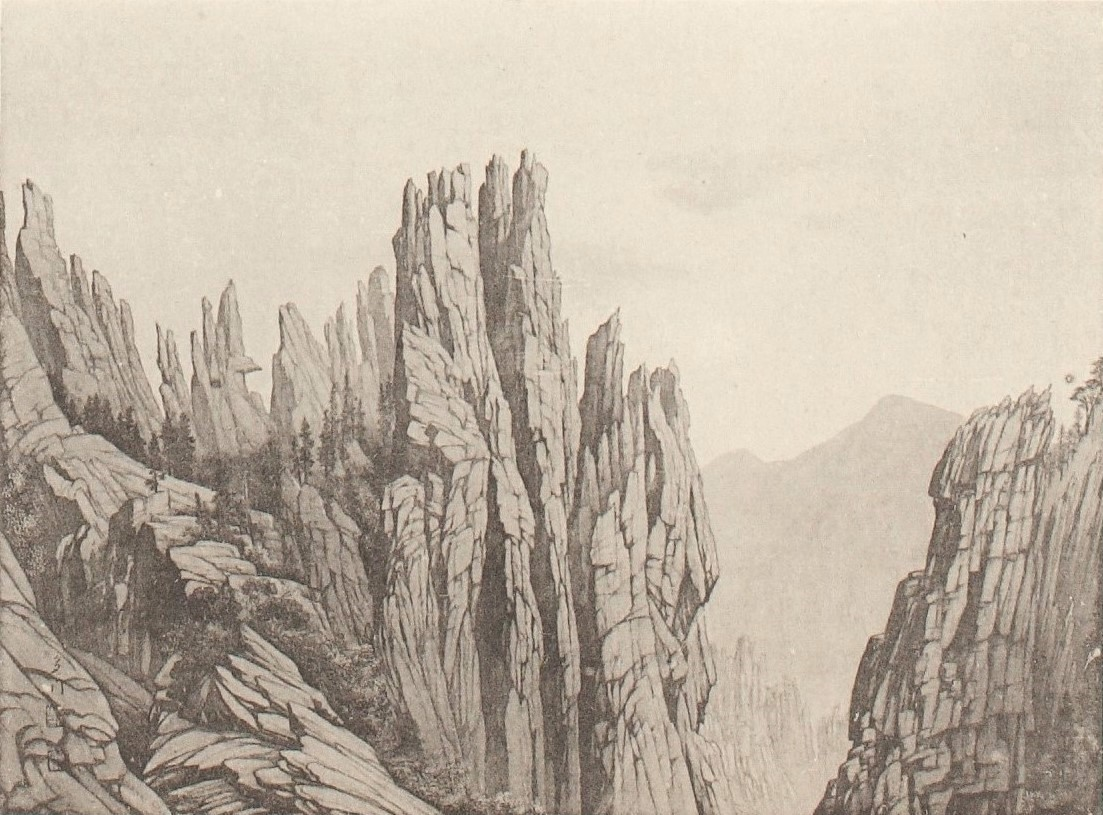
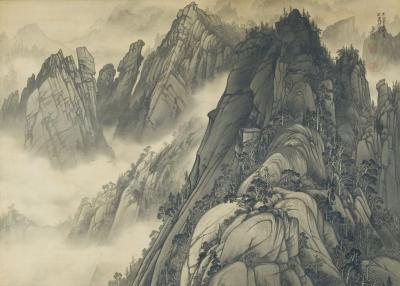